# Konsztantínosz Makrídisz
Konsztantínosz Makrídisz (görögül: Κωνσταντίνος Μακρίδης; Limassol, 1982. január 13. –) ciprusi válogatott labdarúgó.

## Pályafutása

### Klubcsapatokban

#### Apóllon Lemeszú
Az Apollón akadémiáján kezdett el futballozni, és a tehetségének köszönhetően hamarosan az első csapatnál edzett. 2001-ben kölcsönbe adták az Ethnikos Assiához, a következő szezonban visszatért az Apollónhoz, és a kezdőcsapatban játszott. 2004-ben a januári átigazolási időszakban szerződött az APÓEL-hez.

#### APÓEL
Ennél a csapatnál Makrídisz a ciprusi bajnokság egyik legjobbja lett, és a válogatottban is rendszeresen lehetőséget kapott. Elsősorban az APÓEL jobbszélsőjeként játszott, és két bajnokságot, két kupát és egy szuperkupát nyert. Számos európai versenyen is szerepelt. Pályafutása talán egyik legszebb gólját a Makkabi Tel-Aviv ellen lőtte az Európa-ligában, amikor a saját térfeléről indulva átjátszotta a teljes Makkabi védelmét, és a kapust is kicselezte.

#### Metalurh Doneck
Cipruson kívülre, az ukrán Metalurh csapatához igazolt. Ahhoz a klubhoz, amelyben barátja és volt APÓEL-csapattársa, Ricardo Fernandes is játszott. A  2008–2009-es ukrán labdarúgó-bajnokságban 4. helyen végzett csapat egyik kulcsfigurájának tartották, és ekkor bejutottak az UEFA Európa-liga második selejtezőkörébe.

#### Omónia
2009-ben úgy döntött, hogy visszatér Ciprusra. 2009 augusztusában 4 éves szerződést írt alá az Omóniához. A csapat egyik legjobb játékosaként segítette a klubot abban, hogy hét év után a újra bajnoki címet szerezzenek. 2011–2012-es idényben a csapat kapitányává nevezték ki.

#### Metalurh Doneck
2012. június 23-án visszatért az Metalurh Doneckhez. Két évvel később azonban elhagyta a csapatot, a klub gazdasági bizonytalansága miatt.

#### APÓEL
2015. június 18-án hét év után visszatért az APÓEL-hez, és kétéves szerződést írt alá a klubbal, de mindössze hét hónapot töltött itt, a szerződését 2016. január 8-án az egyesülettel kölcsönösen felbontották.

### A ciprusi válogatottban
2004 és 2016 között a Ciprusi labdarúgó-válogatott játékosa volt. Ciprus 2008-as Eb-selejtezőjének mind a négy meccsén a teljes 90 percet végigjátszotta, beleértve az Írország elleni 5–2-es győzelmet és a Németországgal vívott 1–1-es döntetlent. A pályafutása során 77 nemzetközi mérkőzésen öt gólt szerzett.

## Sikerei, díjai

### Klubcsapatokkal
APÓEL
- Ciprusi bajnok (2): 2003–04, 2006–07
- Ciprusi kupagyőztes (2): 2005–06, 2007–08
- Ciprusi szuperkupa-győztes (1): 2004

 Omónia
- Ciprusi bajnok (1): 2009–10
- Ciprusi kupagyőztes (2): 2010–11, 2011–12
- Ciprusi szuperkupa-győztes (1): 2010

## Fordítás
- Ez a szócikk részben vagy egészben  a   Constantinos Makrides című angol Wikipédia-szócikk ezen változatának fordításán alapul.  Az eredeti cikk szerkesztőit annak laptörténete sorolja fel. Ez a jelzés csupán a megfogalmazás eredetét és a szerzői jogokat jelzi, nem szolgál a cikkben szereplő információk forrásmegjelöléseként.